# Eleição para o Senado federal por Illinois em 1998
A eleição para o Senado dos Estados Unidos pelo estado americano de Illinois em 1998 foi realizada em 3 de novembro de 1998 para eleger o senador (a) do Illinois, o senador eleito Peter Fitzgerald assumiu em 3 de janeiro de 1999 sucedendo Carol Moseley Braun e deixou o cargo em 3 de janeiro de 2005 sendo sucedido por Barack Obama.

## Candidatos
- Carol Moseley Braun foi senadora dos Estados Unidos pelo Illinois entre 1993 a 1999, e entre 1999 a 2001 foi embaixadora dos Estados Unidos na Nova Zelândia.
- Peter Fitzgeral foi senador estadual do estado pelo 27º distrito entre 1993 a 1998.

## Campanha
Moseley Braun foi investigada durante a eleição de 1992 pela Comissão Federal de Eleições, sobre 249 mil dólares não contabilizados durante sua campanha. A agência encontrou algumas violações, mas não tomou nenhuma ação judicial contra Moseley Braun, citando a falta de provas. Moseley Braun admitiu apenas a erros de escrituração. O Departamento de Justiça rejeitou dois pedidos de investigações da Receita Federal. Em 1996, Braun fez uma viagem particular a Nigéria, onde se encontrou com o ditador Sani Abacha. Apesar das sanções dos Estados Unidos contra a Nigéria, devido a ações, durante sua visita defendeu os direitos humanos e civis de Abacha.
Peter Fitzgerald, gastou mais de 7 milhões dureante a primária republicana, sendo apoiado por multimilionários. Ele acabou gastando 12 milhões durante toda campanha.
Em setembro, Braun criou polêmica mais uma vez usando a Nigéria para descrever como ela diz ser vítima de racismo.
A maioria das pesquisas sobre os primeiros meses demonstraram Moseley-Braun em segundo lugar. Mas, depois no último mês de campanha alguns democratas notáveis fizeram campanha pró-Braun a como primeira-dama Hillary Clinton e o deputado Luis V. Gutierrez, durante a última semana de campanha pesquisas mostravam empate técnico entre Braun e Fitzgerald.